# Ernesto Ruffini
Ernesto Ruffini, italijanski rimskokatoliški duhovnik, škof in kardinal, * 19. januar 1888, San Benedetto Po, † 11. junij 1967.

## Življenjepis
10. julija 1910 je prejel duhovniško posvečenje.
28. oktobra 1928 je postal tajnik Kongregacije za semenišča in univerze in 11. oktobra 1945 je postal nadškof Palerma; 8. decembra istega leta je prejel škofovsko posvečenje.
18. februarja 1946 je bil povzdignjen v kardinala in imenovan za kardinal-duhovnika Santa Sabina.